# Martin Maletius
Martin Maletius (* 9. Januar 1634 in Bialla; † 13. Januar 1711 in Königsberg) aus der Familie Maletius war preußischer Theologe und Pfarrer an der polnischen Kirche Steindamm in Königsberg.

## Herkunft und Jugend
Martin Maletius war Sohn des Pfarrers von Bialla Hieronymus (III.) Maletius (1589–1662) und dessen Frau Sara Drigalski (1590–?). Weiterhin war er ein Urenkel von Hieronymus (I.) Maletius. Seine schulische Ausbildung begann er an der Schule von Bialla und ging ab 1643 auf die Schule im Königsberger Kneiphof. Während dieser Zeit wohnte er bei Rektor Neufeld, da seine Familie weiterhin in Bialla lebte. Die Schule beendete er 1648 und wurde am 22. Juni des Jahres „zur Akademie“ entlassen. Bereits zwei Tage darauf immatrikulierte er sich an der Universität in Königsberg für die Fächer Theologie und Philosophie.

## Die Jahre bis 1682
Seine vermutlich erste Anstellung erhielt Martin Maletius am 19. Juni 1660, als er Konrektor der Lycker Schule. Dort arbeitete er die folgenden zwei Jahre. Als im Jahr 1662 sein Vater starb, wurde er am 11. Juli des Jahres durch den Lycker Erzpriester Karenke als dessen Nachfolger in Bialla eingeführt. Die Ordination erfolgte bereits am 17. Juni 1662 in der Königsberger Residenzkirche durch den kurfürstlichen Hofprediger Christian Dreier.
Ab 1664 und noch 1695 wird er mit einem Anteil am Gut Regelnitzen genannt, welches sich seit 1544 in Familienbesitz befand. Während seiner Amtszeit in Bialla heiratete er am 18. Oktober 1665 Dorothea von Pelkofski (1648–1707), die Tochter des Kurfürstlichen Landrichters im Amt Oletzko Johann von Pelkofski. Als 1674 der Pfarrer der Kirche Klaussen im heutigen Klusy in der Landgemeinde Orzysz, Albert Konopka, verstarb und die Pfarrstelle frei wurde, bewarb sich auch Martin Maletius um das Amt. Er wurde angestellt und am 4. Dezember 1674 durch den Lycker Erzpriester Thilo eingeführt.

## Als Pfarrer in Königsberg
Durch den Tod des Pfarrers George Skrodzki 1682 wurde die Pfarrerstelle an der Königsberger polnischen Kirche am Steindamm frei. Die Bewerbung durch Maletius erfolgte wohl sehr zeitnah, denn er wird bereits am 27. April als Pfarrer eingeführt. Während seiner Amtszeit in Königsberg hatte er mit einigen Schwierigkeiten zu kämpfen. So z. B. 1686 mit in Königsberg einquartierten Soldaten, welche die Predigt störten, Scheiben einschlugen und den Friedhof nicht nur zum Spießrutenlaufen zweckentfremdeten, sondern auch die Grabruhe missachteten. Maletius versuchte dem Ganzen mit einem Brief an die Oberen und einem Verweis auf ein 1666 erlassenes Gesetz ein Ende zu bereiten. Mit seinem Tod am 13. Januar 1711 endete auch seine Amtszeit als Pfarrer.

## Nachkommen
Er hatte fünf Söhne und sechs Töchter, von denen aber zwei Söhne und drei Töchter vor ihm starben. Einer der Söhne mit dem – traditionsreichen – Namen Hieronymus (1667–1700) schlug die geistliche Laufbahn ein und war von 1692 bis zu seinem Tod Diaconus in Johannisburg. Ein anderer, Johann, war Richter, Stadtschreiber und Bürgermeister von Johannisburg.